# 2024 en Abkhazie
Chronologie de l'Abkhazie
- 2020
- 2021
- 2022
- 2023
- 2024
- 2025
- 2026
- 2027
- 2028

Cet article présente les faits marquants de l'année 2024 en Abkhazie.

## Évènements
- 15 novembre : le parlement est pris d'assaut par des manifestants en protestation d'un accord compris ,par l'opposition comme une future ingérence russe dans le pays[1].
- 19 novembre : démission du président prorusse, Aslan Bjania[2].
- 19 décembre : le député Vakhtang Golandzia (en) est tué lors d'une fusillade dans le parlement à Soukhoumi. Un autre député, Kan Kvartchia (en), est blessé[3].